# Taranaki
Pour l’article homonyme, voir Mont Taranaki/Egmont.
Taranaki est une région de Nouvelle-Zélande située au coin sud-ouest de l'île du Nord. Elle est nommée d'après le Taranaki Maunga et recouvre 7 258 km2.

## Géographie
La région est centrée sur le Taranaki Maunga, un pic volcanique. Les grandes baies situées au nord-ouest et sud-ouest du cap Egmont sont appelées les North Taranaki Bight et South Taranaki Bight.
Le Taranaki Maunga (« Te Maunga O Taranaki » de son nom complet en māori, anciennement Mount Egmont ou Mount Taranaki) est un symbole de la région et son relief géographique le plus important, étant le second pic le plus élevé de l'île du Nord. Il a un cône presque parfait ; sa dernière éruption date du milieu du XVIIIe siècle. Le mont et ses environs forment le parc national d'Egmont.
La région est exceptionnellement fertile grâce aux précipitations abondantes et les riches terres volcaniques. L'élevage de vaches laitières est l'industrie prédominante ; l'usine de lait à côté de Hawera est la seconde plus grande de l'hémisphère sud. On y trouve également des réserves de pétrole et de gaz naturel, sur terre et dans les eaux territoriales.

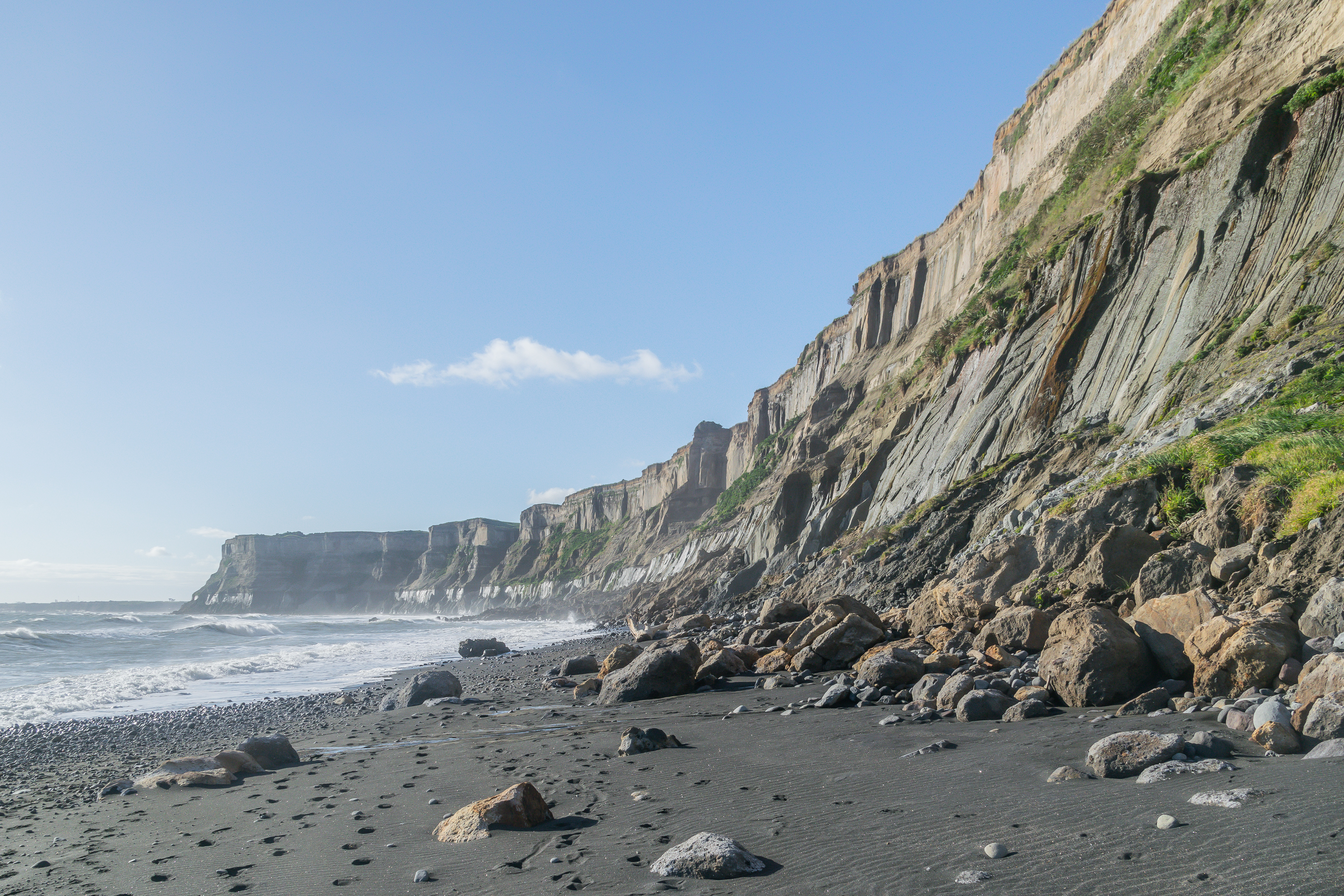
Plage, dans la réserve de plages de Waihi, à Taranaki. Novembre 2017.

La position et forme de la côte et son exposition aux vents du nord, ouest et sud font des plages de la région des sites réputés de surf et windsurf.

## Démographie
| Groupes ethniques                                 | Valeurs absolues | %    |
| ------------------------------------------------- | ---------------- | ---- |
| Population                                        | 109 608          | 100  |
| Ethnicité établie                                 | 104 151          | 95,0 |
| Européens                                         | 79 200           | 72,3 |
| Métis                                             | 10 968           | 10,0 |
| Maoris                                            | 8 142            | 7,4  |
| Asiatiques                                        | 3 072            | 2,8  |
| Océaniens non Maoris                              | 675              | 0,6  |
| Moyens-Orientaux, Latinos-Américains et Africains | 327              | 0,3  |
| Autres                                            | 1 767            | 1,6  |
| Ethnicité non établie                             | 5 460            | 5,0  |

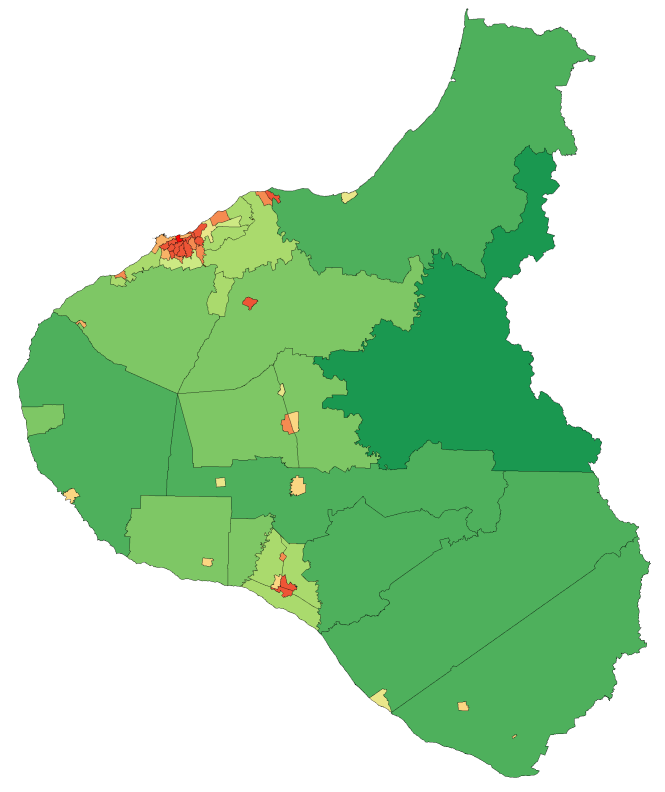
Densités de population en 2006.

La région compte 105 000 habitants au recensement de 2006 pour ses 7 258 km². Un peu moins de la moitié habitent New Plymouth, sur la côte nord ; parmi les autres villes les plus importantes on trouve Waitara, Inglewood, Stratford, Opunake, Okato, Kaponga, Eltham, Hawera, Patea et Waverley (cette dernière étant la plus méridionale).
La région a une forte présence māori depuis des siècles. Parmi les iwi locaux on trouve Ngāti Mutunga, Ngāti Maru, Ngāti Ruanui, Taranaki, Te Ati Awa, Nga Rauru, Ngāruahinerangi et Ngāti Tama.

## Histoire

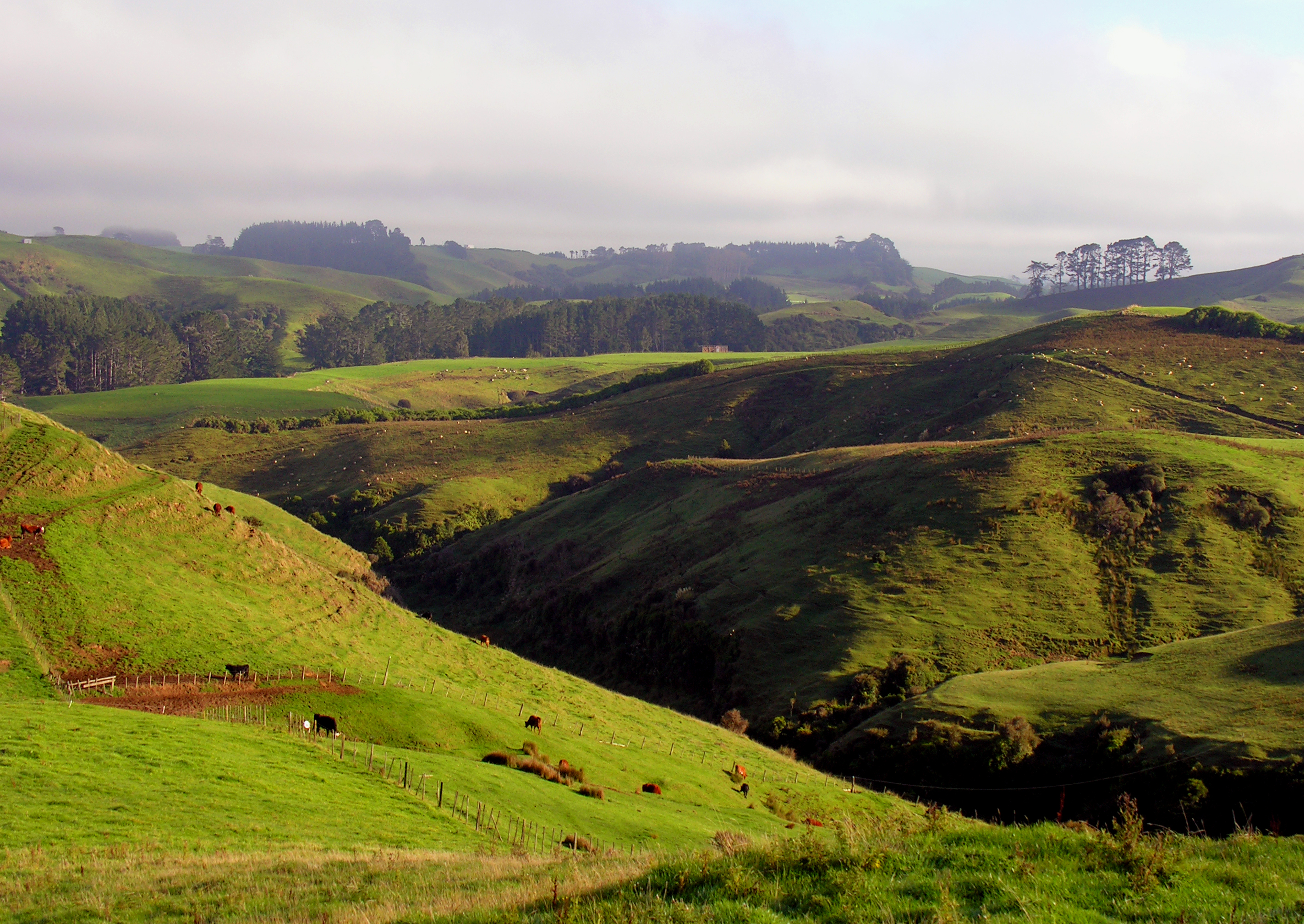
Collines vertes érodées dans la région

Les Māoris occupent la région à partir du XIIIe siècle. Les Britanniques, leurs marins et chasseurs à la baleine et aux phoques arrivent dès le début du XIXe siècle. New Plymouth, en particulier, voit ses premiers établissements européens organisés au début des années 1840. L'expansion des Européens aux alentours de cette ville sera ralentie par l'opposition des iwi locaux à vendre leurs terres ; ils s'identifieront également au mouvement Kīngitanga plus tard.
En raison d'échanges et d'achats de légalité douteuse à Waitara on vit plusieurs batailles dans les années 1860 dans la région, au sein des guerres de Nouvelle-Zélande. Plusieurs milliers d'hommes de troupe britanniques y seront envoyées. La route principale d'aujourd'hui suit le tracé du chemin que les Britanniques prirent de Patea à New Plymouth.
Une fois les troupes britanniques parties, la résistance māori continue. Titokowaru dirige une rébellion qui vit plusieurs victoires sur les Britanniques dans le sud de la région. Il avance jusqu'à près de Wanganui et bat trois forces coloniales, semant la panique parmi les Européens de la région.
Ses actions contrastent avec l'opposition pacifique de Te Whiti o Rongomai, basé à Parihaka. Cette communauté sera anéantie par des troupes britanniques le 5 novembre 1881.
On vit par la suite plusieurs confiscations des terres māori ; en 1865 tout le district de Taranaki était sous contrôle britannique. Un rapport publié en 1996 concernant cet épisode de l'histoire de la Nouvelle-Zélande suscite un vif débat quand la ministre associée d'affaires māori, Tariana Turia, compare l'histoire des Māori de Taranaki à la Shoah.
Le roman La femme de Parihara (2011) de l'auteur maori néo-zélandais Witi Ihimaera retrace les événements historiques qui se sont déroulés dans la région de Taranaki dans les années 1840-1910.
En 1908, le premier médaillé olympique néo-zélandais, Harry Kerr, concourant alors pour l'Australasie mais originaire de cette province, remporte le bronze à Londres.

## Gouvernement

### Province
De 1853 à 1876 la région de Taranaki était la province de Taranaki (et plus tôt encore la province de New Plymouth). Elle était alors dirigée par des surintendants : Charles Brown (1853-1857), George Cutfield (1857-1861), Charles Brown une seconde fois (1861-1865), Henry Robert Richmond (1865-1869), et Frederic Alonso Carrington (1869-1876).

### Région

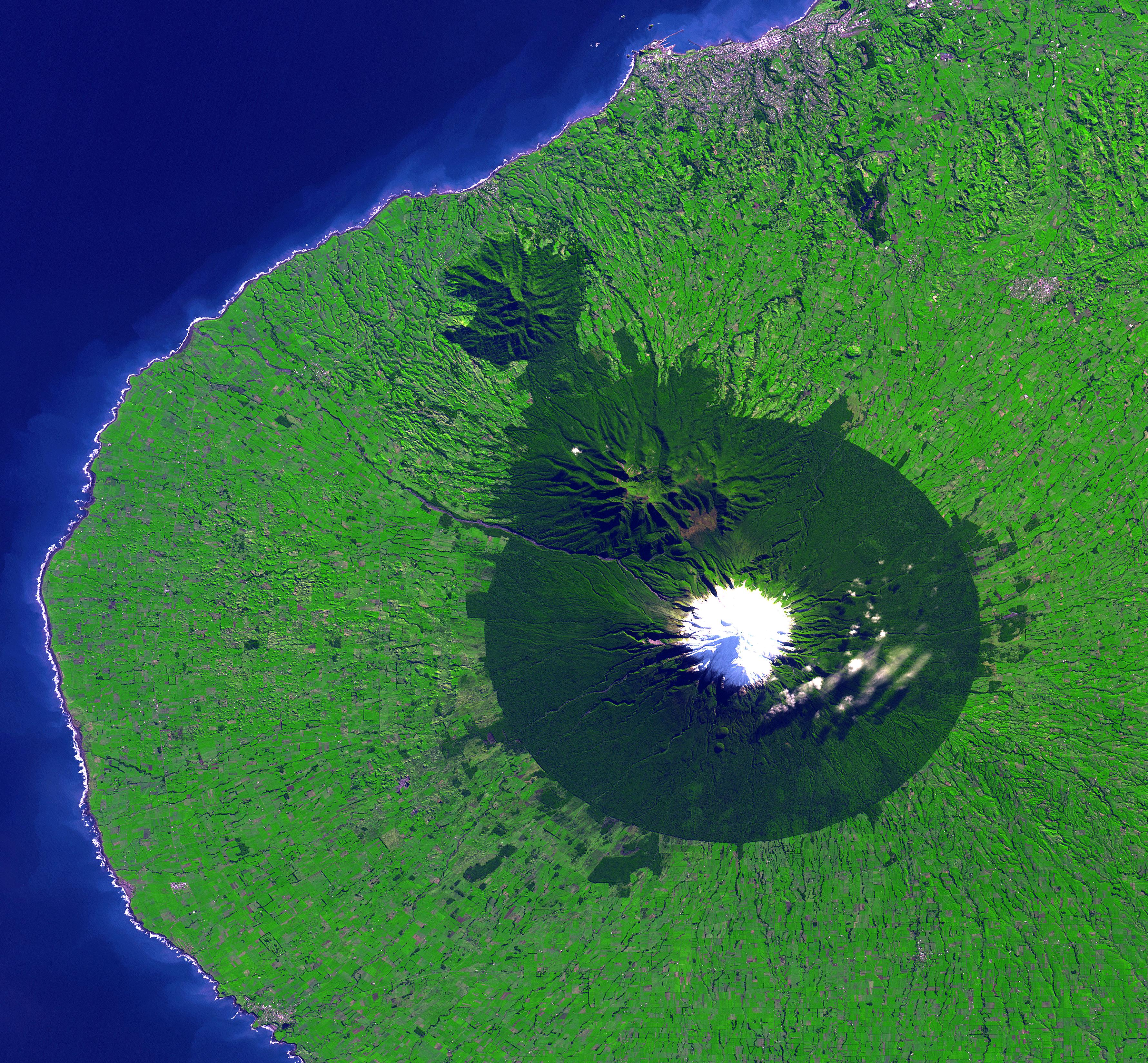
Image satellite du Taranaki Maunga ; la végétation dense correspond au parc national d'Egmont.

Le Conseil Régional de Taranaki (Taranaki Regional Council) est créé lors des réformes de gouvernement locaux de novembre 1989. C'est le successeur de plusieurs organisations, dont le Taranaki Catchment Board, le Taranaki United Council, le Taranaki Harbours Board et seize autres plus petits. Le QG du Conseil est sis à Stratford. Il s'occupe de la politique et du planning, la défense civile, les ressources, les terres, le transport, la récréation, et d'autres sujets encore. Ses dirigeants ont été Ross Allen (1989-2001), David Walter (2001-2007) et David MacLeod (2007-en cours).